# ベガ (ストリートファイター)
ベガ (Vega) は、カプコンの対戦格闘ゲーム『ストリートファイター』シリーズに登場する架空の人物。欧米ではM. Bisonと呼ばれる（名前の節を参照）。

## 概要
『ストリートファイターII』（以下『ストII』と表記）および『ストリートファイターZERO』（以下『ZERO』と表記）シリーズの悪役で、豪鬼と共に『ストリートファイター』シリーズを代表する重要なボスキャラクター。それらのシリーズに登場する悪の組織「シャドルー」の総帥である。
『ストII』にてCPU専用キャラクターとして初登場。シャドルー四天王最後の1人にして、同作の最終ボス。当初は存在が伏せられており、四天王の3人目であるサガットを倒した直後に初めて姿を見せる。これはサガットが最終ボスだと思わせておいて、実は最後にベガがいたという演出を意図したもの。プレイヤーキャラクターとして使用できるのはバージョンアップ版の『ストリートファイターII'』（以下『ダッシュ』）からになる。『ストII』シリーズ以外の作品でも最終ボスとして登場することがある。
多くのクロスオーバー系の作品にも登場している。

## キャラクター設定
サイコパワーと呼ばれる悪のオーラを操る謎の男。悪の秘密結社「シャドルー」を率いて、麻薬取引を中心に悪事を行う。サイコパワーと独自の体術を組み合わせた格闘術は非常に強力で、「格闘王」と呼ばれるまでに至っている。またサイコパワーの力によって別の肉体に魂と記憶を移し替えることで肉体を破壊される度に復活できるという人ならざる能力を身に着けている。
『ストリートファイターIII』（以下『ストIII』）シリーズには登場しないが、シャドルーとともに健在とされている。同シリーズ『3rd』における春麗のCPU戦では、ユリアンに春麗が「かの組織」を崩壊に追い込んだと語られている。
『ストII』と『ストIII』の中間の時代を描いた作品『ストリートファイターIV』（以下『ストIV』）の『オリジナルアニメーション feat.Cヴァイパー』では、シャドルー崩壊の経緯はリュウ、ケン、春麗、ガイル、キャミィの5人に一斉に襲い掛かられ、追い詰められたベガが基地もろとも自爆したことによるとされているが、ベガ自身は後に復活を果たしている。
『ストII』でベガがタイにいることについて、あきまん（安田朗）は「その当時タイこそが世界で一番格闘技が強い国なんじゃないかと思っていたから。そういう漫画を読んだ影響というのもあるけど、悪い組織が資金力を使って格闘帝国を作った、というのがいいんじゃないかと思った」と語っている。悪の帝王は『燃えよドラゴン』をイメージしていたところもあるという。また、西谷亮は「悪の帝王が必要という意見を受けて作った」と語っている。

### 容姿
肩にアーマーのついた真っ赤な軍服と帽子に身を包む（黒いマントを着用することもある）。帽子についた徽章はシャドルーの紋章である（アーケード版『ストII』などの当初は単純な星型のみの徽章だったが、『スーパーストリートファイターII』（以下『スパII』）からは翼の付いた髑髏に変更された。足に装着しているキックレガースはUWFを意識してデザインされている。『ストリートファイターV』（以下『ストV』）では黒髪から白髪になり、軍服の上着の裾が長くなった。
顔立ちは長い割れ顎で、『NAMCO x CAPCOM』（以下『ナムカプ』）でさくらから「アゴ…割れ過ぎじゃない?」と突っ込まれている。『PROJECT X ZONE 2:BRAVE NEW WORLD』でも綾里真宵やナツに顎のことをからかわれた。また、面長でもあり『CAPCOM VS. SNK』（以下『CvS』）シリーズで不知火舞から「顔も鼻の下も長い変態オヤジ」と罵倒されている。髪型はオールバックであり、『CvS』シリーズの挑発や『ストV』の勝利時などで帽子を脱ぐ演出がある。瞳は白目（強膜）を剥いた状態であり、黒目（虹彩）が見えない。『映画ストリートファイターII メモリアル 公式ファンブック』では、これは目線で自分の動きを悟られるのを防ぐため、サイコパワーで黒目を隠していると考察されている。ただし『ストII』から『ストリートファイターII'ターボ』（以下『ターボ』）までの初期作品では、黒目が描かれていた。
アニメ映画『ストリートファイターII MOVIE』（以下『ストII MOVIE』）におけるベガはより大柄で筋肉質な体格に変わっている。
BENGUSによる『スーパーストリートファイターII ザ・トーナメントバトル』のメインイラストや、西村キヌによる3DO版『スーパーストリートファイターIIX』（以下『スパIIX』）の公式イラストでも『ストII MOVIE』と同様の体格に描かれている。ゲーム上では『ストII』以前の時代を描いた『ZERO』シリーズにおいて『ストII MOVIE』などと同様の体格になっており、『ZERO』の開発スタッフによると「この時期のベガはサイコパワー全盛期であり、シャドルーの組織拡張に積極的な時期だった」とされる。その後、『ストリートファイターZERO3』（以下『ZERO3』）や『MARVEL VS. CAPCOM2』（以下『MVC2』）などを経て、『CvS』からは『ストII』時代の体型に戻っている。あきまんは『ストII』のベガを画面上で見た時に「思ったより小さいが、それが逆に格好良かった」と感じ、『ZERO』で大柄になった時に「すごくいいが、ベガの魔物感が減った」と思ったと語っている。『ストV』では肉体が老化しているが、サイコパワーであふれており最凶の状態になっている。
西谷亮によると開発当初ベガのデザインはなかなか決まらず、期限間際にIKUSAN.Zにより提出されたデザインが採用されたが、これが無ければ今の形にはなっていなかったという。

### サイコパワー
サイコパワーとは、端的に言えば超能力のことで、ベガのそれは悪意と憎しみを攻撃力に変換したもの。青白い炎のような「オーラ」で表現されることが多い。対戦時に拳や身体に纏って技の威力を上げるほか、サイコパワーを相手に注入（主に頭部に）することで対象者を洗脳し、ベガの忠実な部下にすることもできる。『ナムカプ』では、ロボットや恐竜までもサイコパワーで自身の手駒にするシーンがある。
ソウルパワーを操るローズとは直接の因縁はないとされているが、『ZERO3』ではローズのかつての師匠と設定され、さらに両者は「魂を同じくする者」となっている。ローズのエンディングでは彼女の渾身の一撃によってとどめを刺されるも、直後にローズの体を手刀で貫いて瀕死の重傷を負わせ、彼女の戦いの結末を見透かすかのような言葉と、自分たちが魂を同じくする存在であることを言及しつつ肉体ごと滅び去る。その後、2人の戦いの行く末を懸念して駆けつけてきたガイがかろうじて一命を取り留めていたローズの体を抱き起こした際にただならない悪寒を覚えるという展開となり、ローズの体がベガに乗っ取られたことを暗示する結末となる。『ストV』の人物相関図では、ローズとは元同門となっている。
SNKのキャラクター・麻宮アテナも同名の力を使用し、クロスオーバー作品でもそれについて触れる場面がある。

### 代替ボディ
『ZERO3』では殺意の波動という"気"に興味を持ち、それが使えるリュウの肉体に乗り換えようと彼を付け狙っている。また、キャミィもサイコパワー研究の副産物として作られたベガの代替ボディだとされる。
『ストIV』でのベガはシャドルーの崩壊とともに死亡したとされていたが、新たな代替ボディ（詳細は不明）を得たことで復活している。同作ではシャドルーが彼の代替ボディとして人造人間を多数製造しており、最終ボスのセスはベガの代替ボディとなる予定だったが反旗を翻したという設定である。そのため同作におけるベガの目的は反乱を起こした部下の鎮圧になっている。
『ナムカプ』においても、強靭な肉体を持ち代替ボディとして相応しいとして、リュウを付け狙っていた。
『ストV』では殺意の波動に目覚めないリュウの体に用はないと言い放ち、躊躇なく殺害する。

### 名前
「ベガ」という名前は強そうで悪そうなイメージでつけられた。開発時の名称は「鷲崎」または「イーグルヘッド」。
シャドルー四天王のうち、初代『ストリートファイター』の最終ボスであったサガット以外の3人は欧米版で名前が交換されている。
本項で解説するベガは欧米ではM. Bison、そして同様にマイク・バイソンはBalrog、バルログはVegaとなっている。これらの変更を表にすると以下の通り。
| 立ち位置         | 日本名                 | 欧米名                |
| ---------------- | ---------------------- | --------------------- |
| シャドルーの首領 | ベガ（Vega）           | M.Bison（M.バイソン） |
| 黒人のボクサー   | M.バイソン（M. Bison） | Balrog（バルログ）    |
| スペイン人の闘士 | バルログ（Balrog）     | Vega（ベガ）          |

この変更の理由は、
- 「実在のボクサーであるマイク・タイソンの肖像権の問題」
- 「欧米ではVegaという名称は非常に女性的な印象が強いこと（ベガ＝こと座の一等星、日本でも織姫星として知られる）」
- 「サガットは既に初代『ストリートファイター』で登場済みであったため名前が変更できなかったこと」

などが関係しての判断とされている。
このM. Bisonの「M」が何の略かについてカプコンの公式発表はないが、『Street Fighter Alpha3（ZERO3の欧米版）』やアニメ映画などいくつかの作品では「Master Bison（マスター・バイソン）」とされていた。また、『ストIV』では「The Mighty Bison（ザ・マイティ・バイソン）」と呼ばれている。この他、「Major Bison（メイジャー・バイソン、バイソン少佐）」の略とされている場合もある。
なお、1994年のハリウッド実写映画版『ストリートファイター』、およびそれとのタイアップで作られたゲーム『ストリートファイター ザ・ムービー』（以下『ザ・ムービー』）『ストリートファイター リアルバトル オン フィルム』では欧米版の設定に準拠し、日本版でもバイソン将軍 (General M. Bison) の名で呼ばれる。ただし、2009年の実写映画『ストリートファイター ザ・レジェンド・オブ・チュンリー』の日本公開版では、日本でのゲーム版と同じベガの名で呼ばれている。

### ベガ親衛隊
ベガは世界中から女性を集めて、寿命を代償に肉体を強化し格闘術を教育してマインドコントロールを施した親衛隊を作り上げて、世界征服のために活動させている。全員が10代〜20代の若い女性で構成され、キャミィ、ユーニ、ユーリなどが所属。英語版および『ストV』では「Dolls（ドールズ）」（「人形たち」の意）と表記。
『ZERO3』のゲーム中では、ユーニとユーリの登場時の演出で彼女たちを含め12人の親衛隊が登場するが、この演出に登場する隊員たちにもおおまかな役割などの公式設定が存在している。キャミィ以外のベガ親衛隊は各国語の暦の月名にちなんで名付けられている。ユーリは本名ではなくコードネームだが、アプリーレのようにそのまま本名で呼ばれるケースもある。
『ストV』では隊員のコスチュームは一新されており、それぞれ特徴的なバリエーションが強調されている。また、『ストV』公式ホームページの「シャドルー格闘家研究所」の「キャラ図鑑」では『ストIV』シリーズ以前は設定のみだった隊員たちの個別プロフィールも紹介されている。
『ZERO3』のユーリのエンディングではベガが死にサイコパワーが失われると彼女たちは細胞ごと崩壊するとされていたが、『ストV』では肉体には影響なく洗脳から解放された。
『ZERO3』のベガ親衛隊は感情のない機械的な性格だったが、『ストV』ではシャドルーへの忠誠心はそのままに、全てのメンバーに個性や人格や感情がそのまま保たれている。
シャドルー#ベガ親衛隊（Dolls）の項も参照。
ベガ親衛隊コードネーム
- エネーロ（スペイン語の1月）
- フェヴリエ（フランス語の2月）
- メルツ（ドイツ語の3月）
- アプリーレ（イタリア語の4月）
- サツキ（旧暦の5月）
- ユーニ（ドイツ語の6月）
- ユーリ（ドイツ語の7月）
- サンタム（ベトナム語の8月「ターン・タン」の英語読み）
- ジウユー（中国語の9月）
- ヤンユー（中国語の陽月〈陰暦10月の別称〉）
- ノウェンベル（ラテン語の11月）
- ディカープリ（ロシア語の12月）

#### 補足
スロット『春麗にまかせチャイナ』（エンターライズ製） にも、「Dolls」の名で下級ドールズが登場する。個々人に特徴的な服装はなく、全員が『ZERO』版のキャミィやベガ親衛隊のようなレオタードを着用した姿をしており、顔の部分にはインカムと暗視ゴーグルの付いたヘルメットを装着している。

### クロスオーバー作品
キャラクターごとにライバル関係が設定されているSNKとのクロスオーバー作品では、ベガの場合はギース・ハワードがその相手となっていて専用の演出がなされている。テリー・ボガードからは「ヤツ（ギース）の同類」、キム・カッファンからは「もはや更生不可能」、藤堂竜白からは「世界征服はもってのほか」と憤慨されている。逆にチャン・コーハンとチョイ・ボンゲは同じ悪党でありながら捕まっていないことに不満を爆発させており、シャドルーに入ろうと考えている。ベガ自身は八神庵の力を利用するため、部下にしようと企んでいた。また、草薙京の力はリュウと同等か、それ以上であると知って興味を示している。逆にルガール・バーンシュタインからはサイコパワーを自分のものにしようと狙われている。
『X-MEN VS. STREET FIGHTER』からの『VS.シリーズ』ではマグニートーがライバル関係に据えられており、エンディングではお互いを倒し合っている（プレイヤーキャラクターがベガならマグニートーを、マグニートーならベガを倒す）。ボスキャラクターのアポカリプス戦直前のステージにおいて、チームを組んで出現することが多い。
『マーヴル・スーパーヒーローズ VS. ストリートファイター』（以下『MSHVSF』）と『MARVEL VS. CAPCOM CLASH OF SUPER HEROES』（以下『MVC』）ではメカザンギエフ、シャドウ、シャドウレディなどストリートファイターを改造した改造人間を送り込むといった行為をしている。マーヴルvs.シリーズでは『MVC』と『MARVEL VS. CAPCOM 3 Fate of Two Worlds』を除く全ての作品に使用キャラクターとして登場している。
『モンスターストライク』では通常と進化時の属性は「闇」設定である。

## 人物像
一人称は「私（わたし）」・「ベガ様」・「我」・「わし」・「オレ」など。
『スパIIX』と『ストリートファイターEX』（以下『EX』）では特定条件下で最終ステージで豪鬼に乱入され、「瞬獄殺」で瞬時に叩きのめされる演出がある。また、『EX』での人物相関図では豪鬼を嫌っているという記述がある。中平正彦の漫画『ストリートファイターZERO』では、豪鬼が自分の邪魔をしないと分かった途端に東京への侵攻を開始し、ローズから「現金なものね」と皮肉られている。
『ZERO』シリーズ以降、対戦中のボイスに日本語が多く用いられている。
倒すための力と勝つための力は別と考えるリュウとは対照的に、力は力で全て同じと考えている。そして全ての力の行き着く先が「究極の闘い」であり、自分はそれを望んでいたことを『ストV』のゼネラルストーリーで明言した。

### 経歴
かつては一介の青年で、上昇志向が強すぎる性格に自身も悩んでおり、その解消のために始めたのが格闘技だった。ある日、ベガはサイコパワーを操る人物に弟子入りすることになる（この人物にはベガの他に少なくとも2人の弟子がいた）。卓越したセンスでサイコパワーを身に着け、実力で師を越えるようになったが、師からは常に見下された態度をとられていた。そのことに我慢の限界を感じたベガは師を殺害して暴走を開始することになる。
側近としてスカウトしたマイク・バイソン、バルログ、サガットの3人は『ストII』シリーズでは部下という扱いをされることが多く、『ストII MOVIE』でも3人はベガの命令で動いている。後にサガットは『ZERO』シリーズからリュウとの再戦を望む純粋な格闘家として描かれるようになり、『ストIV』シリーズではベガの計画に加わらないなどシャドルーとの関係が希薄になっている。『ZERO3』以降のシリーズではバイソンは金儲け、バルログは美の追求という自分本位な信条を元に行動するようになり、この2人もベガと互いを利用し合っているような微妙な関係になっている。なお、『X-MEN VS. STREET FIGHTER』のマグニートーのエンディングでは、ベガが倒されると3人揃ってマグニートーの配下に鞍替えされている。『ストV』ではシャドルーを脱退したサガットの後任に元「グーハウ」の幹部F.A.N.G（ファン）を側近にしている。
『ストII』で春麗の父・銅昴（どうらい）とガイルの親友・ナッシュを殺害していることが明らかになっているが、『スパII』ではさらに、サンダー・ホークの故郷を奪い彼の父親も殺害したり、キャミィをスパイとして英国情報部に送り込むなどの旧悪が露呈した。
『ストII』シリーズのガイル、キャミィ、サンダー・ホークのエンディングで掛け合いがあるが、その際には敗者としての潔い一面も見られた。また、リュウのエンディングにおいては、律儀に表彰式に出席し2位の表彰台に立つ姿も見られた。初期『ストII』シリーズの勝利時の台詞では「お前も俺を倒せないのか。俺より強い奴はもういないのか」と最強ゆえの悩みを漏らすことがしばしばあった。最強である自分の強さに辟易している様子も見せ、豪鬼に乱入された場合のガイルのエンディングにおいて「オレもヤキが回ったな…」と漏らした他、キャミィにおいても自分が負けることを自嘲した台詞を吐いている。
自身に憎悪を向けてくる相手の感情をサイコパワーとして取り込んで力の増幅を図っており、そのために屈強な格闘家たちに戦いを挑んでいる。一方、『ZERO2』のベガのエンディングではリュウの体にサイコパワーを注入して痛めつけている。
『ストII』シリーズや『ZERO3』ではタイを本拠地にしており、大型VTOL機で世界中を移動している。『ZERO』ではアメリカをホームステージとしているが、開発スタッフからは「まだシャドルーの秘密基地を完成させる前で世界征服のための人材探しを行っている最中で、タイ以外ならどこに登場してもよかった」と説明されている。
『ストV』では、F.A.N.Gの発案によるチェインズ計画で本格的な世界征服を始める。「黒い月」によってサイコパワーを常時供給され、かつてない力を得る。ベガ自身は特に何もすることなく泰然と構え、挑んできた者たちをことごとく蹴散らしていく。最終局面でサイコパワーの供給を絶たれ、リュウとの決戦においてとどめの波動拳を喰らうと全身に亀裂が入り、高笑いしながら死亡したような描写がなされた。
『ストリートファイター6』（以下『スト6』と表記）では、『ストV』での決戦後に生存していたものの記憶を一部失っている状態で登場している。

## ゲーム上の特徴
シリーズに共通する特徴として高い機動力と平均以上の体力を兼ね備え、タメコマンドによる奇襲技を多数所持する。また、強力な対空技を持たない。
初代『ストII』の最終ボスとして登場する。攻撃力が高く奇襲的な性質の技を多く持ち、非常に軽やかな動きでダメージを与えてくる。なお、ベガをパーフェクトで倒すと手に入るパーフェクトボーナスが80,000点に跳ね上がる（バイソン、バルログ、サガットの3人は50,000点で、それ以外のCPUキャラクターは30,000点）。
プレイヤーキャラクターとして使えるようになった『ダッシュ』では基本性能が非常に高く、さらに「サイコ投げ」や「ダブルニーハメ」（ともに後述）と呼ばれるハメ技も使えた。『ターボ』以降はダブルニープレス後の隙が大きくなるなど弱体化が施されたが、『スパIIX』では高性能なスーパーコンボ「ニープレスナイトメア」の追加やキャンセル可能な通常技も増加した。
『ZERO』では、オープニングで悪の帝王的な演出をもって登場する。本シリーズではマントは常時着用した状態で闘う他、前進・後退時は両腕を組んだままの姿勢で浮遊しながら前後移動する。また、体格が変わったのに合わせ、技の構成にやや変更が加えられた。『ZERO』シリーズからはベガの声は西村知道が担当し、この体格のベガが登場する他の作品（「マーヴルvs.シリーズ」『ナムカプ』など）でも西村が担当している。『ストII』からの主な変更点は以下の通り。
- 「サイコクラッシャーアタック」が「サイコクラッシャー」に改称され、スーパーコンボに格上げされた。
- 上記により空白となった←タメ→のコマンドに飛び道具技の「サイコショット」が追加。
- 「デビルリバース」が廃止され、「サマーソルトスカルダイバー」が単体でも出せる。
- 溜め不要でコマンド入力できる移動技「ベガワープ」が追加。
- ジャンプやヘッドプレスの速度が速くなった。

本作では隠しキャラクターということもあり、各技の性能が高く設定されている。一方で基本技は弱攻撃に連打キャンセルがかからないなど、『ストII』時代のような細かい連係はできなくなった。
続編の『ZERO2』からは性能が削ぎ落とされ、弱体化がみられるようになる。『ストリートファイターZERO2 ALPHA』（以下『ZERO2 ALPHA』）でも微調整が施され、さらに弱体化している。ただし空中投げ「サイコフォール」の追加によって攻撃手段が若干増えたり、パンチのZEROカウンターがガード不能になったことで防御面は強化された。また、『ZERO』に存在したシステム「ZEROコンボ」が一部キャラクターを除いて使えなくなったが、『ZERO』で唯一ZEROコンボが使えなかったベガはデメリットを被らなかった。
この頃から主人公リュウの対極を担うキャラクターが、サガットやベガから豪鬼に傾いていった。もっとも、ベガがリュウに目を付け始めたのもこの頃であり、ベガの最終対戦相手が『ZERO』ではローズだったが、『ZERO2』および『ZERO3』ではリュウになっている。『ZERO2』のオープニングは、冒頭で豪鬼が登場する演出で始まり、登場キャラクターのカットが順を追って入り、リュウとケンの波動拳で締めくくる構成になっているが、その中でベガの露出時間が少ない。ただしキャラクター別にボスが登場する今作では、全18人中6キャラクター分の最終ボスを担っている。
『ZERO3』においては、これまで具体的に描かれることの少なかった世界征服に本格的に乗り出すべく悪役ぶりを発揮している。ユーリとユーニを初めとするベガ親衛隊の登場や『ストII』時代からの配下のバイソンとバルログの復活により、キャラクターの設定も『ストII』時代をより意識したものになっている。本作ではほとんどのキャラクターの最終ボスとして登場するが、その際CPUベガは高い能力を持つ「ファイナルベガ」として登場した（後述）。『ZERO』同様、しゃがみ中攻撃をキャンセルして「ダブルニープレス」を出すと連続技として成立する。
『EX』シリーズでは、『ZERO』シリーズと同様の体格だがマントは付けていない。使用する技も『ストII』に準じており、未登場の『EX2』を除いて最終ボスとして登場する。他のシリーズよりもキャンセルできる通常技が多く、必殺技やスーパーコンボも扱いやすいものが多い。
『ストIV』ではボスではなく、一般キャラクターとして登場している。しかし、同作の最終ボス・セスが率いるS.I.N社の背後に潜む黒幕であったり、その他多数のキャラクターにとって因縁深き存在であるなど物語上では強い存在感を放っている。
『ストV』では構えは直立して腕組み、移動は腕を組んだまま歩くといった動作であり全体的に遅い。前ダッシュが一瞬消える「ベガワープ」となり、僅かな時間打撃無敵で、「サイコクラッシャー」の代わりに目の前にサイコパワーの球を一瞬発生させる「サイコブラスト」が追加され、接近戦がより強くなった。
前述の通り、『CvS』シリーズと『CAPCOM FIGHTING Jam』（以下『CFJ』）と『ストIV』では『ストII』時代の体型になり、それと同時に声優も若本規夫へ変更された。使用する技の構成も『ストII』に準じている。主力技の「ダブルニープレス」は『ストII』時代に比べると溜め時間の短縮、移動飛距離の大幅増加がみられる。他には溜め不要の技「サイコバニッシュ」が使えるようになった。『ZERO』時代に追加されたベガワープも使用可能。

## 技の解説

### 通常技
作品によって若干差異はあるが、ここでは『ストII』シリーズでの技名称を掲載。パンチ攻撃でサイコパワーを纏うのは『ストII』シリーズと『ストV』シリーズは中以上、クロスオーバーを除く作品は強のみ。
| 操作     | 立ち（近距離）                                       | 立ち（遠距離）                     | しゃがみ                                 | 垂直ジャンプ                         | 斜めジャンプ                           |
| -------- | ---------------------------------------------------- | ---------------------------------- | ---------------------------------------- | ------------------------------------ | -------------------------------------- |
| 弱パンチ | サイコストレート                                     | サイコストレート                   | ローサイコストレート/ローサイコジャブ(※) | ヘルチョップ/デスフィスト(※)         | ヘルチョップ                           |
| 中パンチ | サイコブロー(※1)                                     | サイコブロー(※1)                   | バーニングストレート                     | ヘルアタック/デスナックル(※)         | ヘルアタック/ヘルナックル(※2)          |
| 強パンチ | サイコブレイク                                       | サイコブレイク/サイコアッパー(※)   | ブラストストレート                       | ヘルダイブ/デスストライク(※)         | ヘルダイブ/ヘルクロスダイブ(※)         |
| 弱キック | ヘルミドルキック/ショートヘルニーキック(※)           | ヘルミドルキック/ヘルニーキック(※) | ヒールスタンプ                           | スピンスマッシュ/ヒールスマッシュ(※) | スワローキック/ニースタンプ(※)         |
| 中キック | デスミドルキック/ショートデスミドルキック(※)         | デスミドルキック                   | グランドヒールキック                     | スピンブレイク                       | サイドワインダーキック/ニーミサイル(※) |
| 強キック | シャドーミドルキック/ショートシャドーミドルキック(※) | シャドーミドルキック               | ホバーキック                             | スピンクラッシュ                     | トマホークキック                       |

※ 『スパII』『スパIIX』および『ハイパーストリートファイターII』（以下『ハイパー』）でのSUPER、SUPERX仕様。
※1 『スパII』『スパIIX』および『ハイパー』でのSUPER、SUPERX仕様では出掛かり部分に攻撃判定が発生し、その分少し速くなっている（＝ここの部分はキャンセル可能）。
※2　『スパIIX』および『ハイパー』でのSUPERX仕様のみ。
- デスストライク（垂直ジャンプ強パンチ）

降下しつつ両手でチョップ。これにサイコパワーを纏わせたものが「サマーソルトスカルダイバー」。
- ヘルクロスダイブ（斜めジャンプ強パンチ）

前宙し片手を添え、掌を突き出し降下。これにサイコパワーを纏わせたものが『ZERO』シリーズの「サマーソルトスカルダイバー」。
- ホバーキック（しゃがみ強キック）

足を突き出してのスライディングキック。移動距離が長く攻撃速度が速い。初代『ストII』（CPU専用）のみ技後の硬直時間が極端に短い。またSFC版初代では技モーションがダブルニープレスの2段目のモーションと同じになっている。

### Vシステム
サイコバースト
Vリバーサル。サイコパワーのバリアを張り巡らし相手を吹き飛ばす。
サイコフィスト
Vシフトブレイク。

#### Vスキル
サイコリジェクト [I]
サイコパワーのフィールドを出し、相手の攻撃を受け流すカウンター技。フィールドはEX必殺技などを除き、単発判定技なら打撃・飛び道具に関係なく無効化できる。フィールド自体は小さくカウンター可能範囲はベガの正面のみで、頭上や足元の攻撃を捌くことはできない。
成立後はボタンホールドすることで2ヒットする弾速の早い飛び道具を飛ばして反撃、飛び道具を受け止めた後ボタンをホールドしなかった場合はそのまま飛び道具を吸収する。
シーズン4からは打撃を受け止めた際はサイコパワーを纏ったパンチで反撃するようになった。
サイコパニッシュメント
「サイコリジェクト」成立後、再びコマンド入力すると2ヒットする高速の飛び道具を飛ばして攻撃する。
シーズン1では「サイコリジェクト」は「攻撃の受け流し」か「攻撃の受け流しの直後に反撃」の二択だったが、シーズン2からは攻撃を受け流した後は飛び道具が任意のタイミングで撃てるように調整された。
また、『ストリートファイターV アーケードエディション』（以下『ストV AE』）ではこの派生攻撃に「サイコパニッシュメント」と技名が設定された。
ヘルズワープ [II]
相手の背後にワープした後、強烈な膝蹴りを繰り出す。

#### Vトリガー
サイコパワー [I]
ベガの力の源であるサイコパワーを体中に纏う。
発動中は各種必殺技の性能が強化されるほか、必殺技からEX必殺技へのキャンセルが可能になる。またダッシュ中のワープの無敵時間が増加され、近距離では相手をすり抜けるようになる。
サイコナイトメア [II]
相手にサイコパワーを送り込むコマンド投げの「サイコチャージ」とそのサイコパワーを爆発させる「サイコジャッジメント」、そして「サイコクラッシャーアタック」が使用できるようになる。

### ドライブシステム
ヘルツイスト
ドライブインパクト。
ヘルドライブ
ドライブリバーサル。

### 特殊技
ヘルアタック
『スパIIX』で追加された、特定の通常技をキャンセルして出すタイプの技。『スパII』まで使用した同名の技とは異なる。
「ヘルナックル」（斜めジャンプ中パンチ）の動作中にもう一度ボタンを押すと、逆の手でパンチを繰り出す。「ヘルナックル」から連続ヒットする。空中の相手に当てると吹き飛び状態になり（空中コンボに対応）、一部の技で追撃可能。
『ストV』では「ヘルナックル」をヒットさせないと発生しない仕様になっている。
サイキッククラッシュ
『EX』シリーズのみの技。空中で回転して蹴りを放つ。『EX』から『EX2 PLUS』まではガードブレイクとして、『EX3』ではハードアタックとして使用する。宙に浮きながら攻撃するため、相手の下段技を避けつつ攻撃可能。
デスミドルキック
『ウルトラストリートファイターIV』（以下『ウルIV』）のオメガエディションにて実装。同名の遠距離立ち中キックが特殊技になったもの。同作品の同じ動作の通常技に比べて、威力が高い反面隙が大きい。
サイコブレイク
『ウルIV』のオメガエディションにて実装。『ストII』シリーズの近距離立ち強パンチが特殊技になったもの（『ストIV』シリーズでは遠距離、近距離どちらもストレート）。前進しながら弾相殺効果を有する2ヒットのボディーブローを繰り出す。性能はリュウの「鳩尾砕き」や狂オシキ鬼の「鳩尾穿ち」と同様で、ヒット後はベガの方が若干早く行動できる。
サイコアックス
『ストV』にて実装。初出のファイナルベガのしゃがみ強パンチとは動作が異なり、身を乗り出してオーラを纏ったパンチを大きく振り下ろす。
シャドウアックス
『ストV』にて実装。立ち中パンチとサイコアックスの連係技。立ち中パンチがカウンターヒット、もしくは持続当てした時のみ連続技になる。
Season 2ではサイコアックスの発生が早くなり、常時連続技になるよう調整された。
サイコハンマー
『スト6』にて実装された中段技。
イビルニー
『スト6』にて実装。『ストV』の立ち強キックが特殊技になったもので、必殺技キャンセルが可能。
ホバーキック
『スト6』にて実装。過去作のしゃがみ強キックが特殊技になったもの。
シャドウハンマー
『スト6』にて実装。立ち中パンチと「サイコハンマー」の連続技。
シャドウスピア
『スト6』にて実装。立ち中パンチと下段判定のローキックの連続技。

### 投げ技
デッドリースルー
相手を掴んで背負い投げのように前方へ投げ飛ばす。『ストII』シリーズでは総じて有効間合いが広い。『ZERO』シリーズでは、受け身を取られてもベガが先に動くことができる。
『ストIV』シリーズでは前方への片手投げになっている。
『ストII』の企画段階では、相手のパンチを片手で受け止めてからそのまま後ろに投げる技だったが、表現的に難しかったため没になっている。
サイコフォール
『ZERO2』で追加された空中投げ。捕えた相手にサイコパワーを流し込んで地上へ投げ落とす。相手はサイコパワーの衝撃に包まれてダウンする。
『ストV』では後ろ投げとして実装。相手の顔面を鷲掴みにした後、そのまま後方に片手投げで叩きつける。
デススルー（デスタワー）
『EX』シリーズで登場した投げ技。掴んだ相手の脚を蹴り払い、よろけた所で蹴り上げ、そのまま運ぶように後方に飛ばす。地面でバウンドして浮くため追い討ちが可能のため威力は低め。
『CvS』シリーズ、『SNK VS. CAPCOM SVC CHAOS』（以下『SvC』）、『CFJ』、『ストIV』シリーズ、『スト6』では「デスタワー」の名で同様の技を使用。こちらは追い討ちが不可能のため威力は上昇している。
サイコインパクト
『ストV』で実装された前投げ。初出の必殺技版とは動作が異なり、サイコパワーで相手の身体の自由を奪い浮かせ、衝撃波で吹き飛ばす。

### 必殺技
サイコクラッシャーアタック
ベガのサイコパワーを象徴するような技。突き出した掌からサイコパワーを放出し、錐揉み回転しながら空中を突進する。発動中は悪のオーラが全身を包み、体を覆うように攻撃判定が発生する。かつてエドモンド本田の「スーパー頭突き」を盗んだという設定があり、「サイコクラッシャーアタック」は「スーパー頭突き」を参考にした技とされる。
ヒット時は一撃で相手を吹き飛ばし燃焼ダウンさせるが、ガードされた際は相手の体力を複数回削ることが可能。
完全に体が横になってしまえば基本的に隙が少なく、突進中の全身に攻撃判定があることを生かした使用方法が存在。一部の作品ではガードさせてから相手の近くに着地し、すかさず投げを仕掛けるハメ技「サイコ投げ」、途中からガード方向が逆になる「サイコテイル」などのテクニックも存在する。
作品によってはスーパーコンボ扱いの「サイコクラッシャー」、強化版の「メガ・サイコクラッシャー」、「ハートブレイクディスピアー」など、関連する技も多く存在する。
CPU専用キャラクターとして登場した初代『ストII』では、繰り出す前に身構えサイコパワーを掌中に溜めるモーションがある（『ダッシュ』以降もこの動作はあるが、表示される時間が極度に短い）。この際ベガの動きは完全に停止しており、無防備な状態である。さらに突進するベガ本体の先端に食らい判定が存在し、通常技でも迎撃が可能（初代のみ、カウンターダメージとして2倍のダメージになる）。弱、中、強ではスピードと移動距離が違う。またガード時の削り回数は初代『ストII』のみ1回だけであったが、ガード硬直が長い。
『ダッシュ』の開発当初、ガード時の削り回数が6回となり、ヒット時よりガード時の方がダメージが多いという事象が発生し調整が行われた。
『ストIV』のEX必殺技（EX必殺技は「ベガワープ」以外の全部の必殺技に対応）版は、技の出がかりに無敵時間が付く。
『ストV』ではVトリガー[II]発動中にのみ使える必殺技として登場。あらゆる必殺技をキャンセルして発動することができる。
『スト6』では「サイコマイン」付与状態でOD版をヒットさせると、追撃のボディーブローから誘爆させて真上に吹っ飛ばす。
サイコクラッシャーオメガ
『ウルIV』のオメガエディションでのEX版は、EXゲージ2ブロックを消費する技になっている。「サイコクラッシャーアタック」の後、「サイコアッパー」(近距離立ち強パンチ)で追撃してサイコパワーを相手に送り込み体内で爆発させる。
ダブルニープレス
前方に低い軌道で飛び込み、空中で前転するようにして両脚を振り下ろす。ベガがかつて学んだ格闘術を応用したものでムエタイの流れを組むとされる。また、かつてアドンの蹴りを盗んだという設定があり、アドンの「ジャガーキック」を参考にした技とされる。
シリーズを通して突進速度が速く、「サイコクラッシャーアタック」と並んでベガを代表する必殺技。作品によっては「ダブルニープレス」からしゃがみ中パンチ→立ち中キック→再び「ダブルニープレス」（以下繰り返し）という「ダブルニーハメ」で「詰み」のような状態に持ち込むことが可能『ダッシュ』（『ハイパー』のダッシュ性能含む）では「ダブルニープレス」がヒットした直後に通常技に繋げることもできるため、「気絶→気絶→KO」という連続技も可能であった。
初代『ストII』では絶え間なしに連発してくるが、通常技扱いのため、ガードされた際に体力を削る能力がなかった。しかし一旦攻撃を喰らうとピヨりまで連続で入る性能があった。『ダッシュ』では最初の1発が入れば続けてヒットする「高速前方回転2段蹴り」と呼ばれている。
『ダッシュ』以降は削り能力がつき、『スパII』からは2段目の蹴りがヒットすると相手をダウンさせるように変更された。
『ZERO』では溜め時間が大幅に短縮され、他の溜め技と同じになった。隠しキャラクターということもあり、移動距離が大きく調整されている。近距離でしゃがんでいる相手に対して強で出すと、相手を飛び越えてしまうことがある。『ZERO2』からは移動距離、動作速度が低下した。
『ストIV』シリーズのEX必殺技版は、飛び道具を抜けつつ攻撃することが可能になっている。
『ストリートファイター X 鉄拳』（以下『ストクロ』）と『ストV』では、EXがそれぞれ『ストII』の「ニープレスナイトメア」、『EX』の「ニープレスナイトメア」の動作に変化する。
『ストV』では過去作品同様、弱・中・強の2段目をヒットさせてもダウンしない仕様になった。Vトリガー発動中は発生の瞬間、一瞬消えて技を繰り出す。
『スト6』のOD版は「ヘルズワープ」と同じモーションの飛び膝蹴りで追撃し、相手を打ち上げる。
ヘッドプレス
素早いジャンプで相手の頭上めがけて飛来し、両足で踏みつける。踏んだ後は上空へ大きく飛び上がり、後述の「サマーソルトスカルダイバー」へ派生させることが可能。
レバー入力により落下の軌道調整が可能で、めくり攻撃になることもある。攻撃判定は比較的強めである。
初代『ストII』から『ターボ』まではガードされた際の削り能力が無いが、『スパII』からは相手の体力を削れるようになった。
『ZERO』や『ZERO2』では相手が飛び道具を出すと同時にカウンター狙いで出すと、相手を飛び越してしまうため、ヒットさせるには若干タイミングを遅らせる必要がある。『ZERO3』ではこの点については是正され、飛び越えることは少なくなった。
『ウルIV』オメガエディションでは、EX版は「ベガワープ」で相手の真上に移動し、そのまま垂直落下しながら踏みつぶす。瞬間移動までに若干の隙があり、移動前に攻撃を受けることでキャンセルさせられてしまう。
『ストV』ではEX版を地上ヒットさせると相手をうつ伏せにし、もう一度飛び上がって背中を踏み潰す。Vトリガー[I]発動中は通常・EX問わず相手をダウンさせる性能となる。
『スト6』では「シャドウライズ」からの派生技。『ウルIV』オメガエディションの「イビルスタンプ」のように垂直落下しながら踏み潰す。OD版はヒットするとニードロップで追撃する。
『ストII』の企画段階では、相手のパンチをかわして拳の上に乗って相手を動けなくし、その隙に攻撃するという技だったが、表現的に難しかったため没になっている。
サマーソルトスカルダイバー
『ストII』シリーズでは「ヘッドプレス」からの派生技として使用。踏みつけた直後に身を翻し、前方に両手でチョップを繰り出す。これも『ストII』から『ターボ』までは削り能力がなく、『スパII』以降削り可能になった。
『ZERO』シリーズではサイコパワーを纏った掌底による攻撃になり、「ヘッドプレス」からの派生のほかに、単体の技として直接飛び上がって繰り出すことも可能。前者と後者とで動きが異なる。
デビルリバース
『スパII』で追加された技。相手の頭上へ飛び上がり、一度空中で身を翻してから下方向にサイコパワーを纏った手刀を繰り出す。
攻撃判定は強く、相手の技を潰しやすい。技の動作が途中まで「ヘッドプレス」と似おり、やや変則的な軌道を描きつつ攻撃するため、併用すると見切られにくい。初出の『スパII』のみ弱・中・強で軌道が一定であった（高度は弱が低く、強が高い）が、『スパIIX』以降は最初のコマンド入力でジャンプした後、追加入力で攻撃が出るように変更された。また空中での軌道を調整可能。『ZERO』シリーズでは使用しない。『ストIV』以降のEX版・OD版は2ヒットする。
『ウルIV』オメガエディションでは「デスフラッター」からの派生技。
『ストV』では「ヘッドプレス」のヒット前の派生技として実装。Vトリガー発動中は空中で相手の背後に瞬間移動して手刀を繰り出す。
『スト6』では「シャドウライズ」からの派生技。
ベガワープ
『ZERO』シリーズからの技。腕を組んで笑った直後に姿を消し、別の場所に瞬間移動する。
ボタンによって姿を現す場所が異なる。姿を現した直後に隙が生じる。
サイコショット
『ZERO』シリーズや『マーヴルVS.シリーズ』の技で、サイコパワーを球状にして飛ばす飛び道具。『ZERO』では画面内に弾が残っていても2発目が発射できる。技後の硬直時間は長いが、弾の飛行位置がやや高い分、飛び越えづらいのも特徴。
『マーヴルVS.シリーズ』では溜めコマンドではなく、曲線を描いて変則的な軌道で飛んでいく。
サイコフィールド
サイコパワーのバリアーを張る技。『マーヴルVS.シリーズ』や『頂上決戦 最強ファイターズ SNK VS. CAPCOM』（この作品では隠し技）などで使用。予備動作が大きいが、攻撃判定が発生すればベガに対する反撃が困難なほど高い性能を誇る。シリーズが進むごとにヴァリアブルアシストなどの援護攻撃で動作の大きさをフォローできるようになったため、使い勝手が向上した。
飛行
『マーヴルVS.シリーズ』で採用された技。コマンドが成立すると、一定時間レバー操作により画面中を自由に動き回ることが可能。飛行中にも「サイコショット」「サイコフィールド」「ニープレスナイトメア」以外の技を発動できるが、ガードはできない。
サイコバニッシュ
『CvS』で追加された技。サイコパワーを纏った腕を振り下ろす。『PRO』以降、飛び道具を消す効果が追加された。技のリーチが短いが、多段ヒットする上に動作も早いため、『CvS2』ではAグルーブのオリジナルコンボ発動中に連発すると、大ダメージを与えることができる。
サイコインパクト
『CvS』で追加された技。踏み込みつつ顎狙いの掌底からストレートを打ち抜く。「ダブルニープレス」より威力が低く、ガードされたときの隙も大きい。『CvS2』では必殺技としては削除されたが、ガードキャンセルの動作がこの技になっている。技のモーションは「デッドリースルー」の流用。
エレクトリックアーク
『ザ・ムービー』に登場した技。電撃を発射する。同作に登場するアーケインとF7も使用。
デスフラッター
『ウルIV』オメガエディションにて実装。相手の頭上へ飛び上がる技で、ボタンが強いほど飛び上がる高度と飛距離が伸びる。追加でパンチボタンを入力すると手刀を繰り出す「デビルリバース」、キックボタンを入力すると「イビルスタンプ」に派生する。
イビルスタンプ
『ウルIV』オメガエディションにて実装された技で、「デスフラッター」からの派生技として使用。腕組みをしながら相手の頭上に落ち、両足で踏みつける。
サイコセイバー
『ウルIV』オメガエディションにて実装。後述のファイナルベガの立ち強パンチとは動作が異なり、サイコパワーを纏った踵落としを繰り出す。飛び道具を跳ね返すことが可能。
全強度で発生が遅いものの、弱・中は地上ヒット時は相手をダウンさせず有利時間が長いため、連続技として使用しやすい。
サイコドレイン
『ウルIV』オメガエディション（Ver.1.05より追加）にて実装。相手にボディブローを打ち込みサイコパワーで相手の体力を奪い取り投げ飛ばす。相手の体力・スーパーコンボゲージを吸収する効果を持つ。
サイコブラスト
『ストV』で実装された「サイコフィールド」の発展版で、球状のオーラを掌に作り出し前方に突き出す。
EXは2発判定の低速の「サイコショット」を放つ。Vトリガー発動時は弾速が上がり、一部の技を除き相殺不可になる。
サイコインフェルノ
『ストV』で実装。地面に手を付き、振り上げた勢いでサイコパワーによる炎を放出する。
EX版は自分の周囲全体に放つため、背後に回り込まれた際に有効。
サイコチャージ
『ストV』のVトリガー[II]発動中に使用できるコマンド投げ。相手の頭を掴んでサイコパワーを送り込む。相手を「サイコチャージ」状態にした後、一定時間経過するか再びコマンドを入力すると「サイコジャッジメント」に派生する。ベガがダメージを受けると「サイコチャージ」状態は解除される。
サイコジャッジメント
「サイコチャージ」状態にした相手をサイコパワーで内部から爆発させる。ガードが可能。
バックフィストコンボ
『スト6』にて実装。裏拳からサイコパワーを纏った掌底を相手の腹部に繰り出す。掌底がヒットすると相手に「サイコマイン」を付与する。OD版は掌底から追撃の手刀を振り下ろす。
サイコマイン
『スト6』にて実装。「バックフィストコンボ」の掌底で付与されるサイコパワーの時限爆弾。一定時間経過、あるいは特定の必殺技をヒットかガードさせると起爆する。ベガがダメージを受けると「サイコマイン」は解除される。
シャドウライズ
『スト6』にて実装。『ウルIV』オメガエディションの「デスフラッター」に相当する技で、前方に高くジャンプする。弱・中・強で移動距離が異なり、OD版は相手を自動追跡する。この技からキックボタンで「ヘッドプレス」、パンチボタンで「デビルリバース」へ派生できる。

### スーパーコンボ
ニープレスナイトメア
『スパIIX』で初登場した最初のスーパーコンボ。「ダブルニープレス」を2回連続で繰り出し、1回目を出し終えるまで全身無敵になっている。
『ZERO』シリーズではLV3で出すと、2回目の「ダブルニープレス」から「ホバーキック」（しゃがみ強キックのスライディング）につなぐ（『CvS』シリーズのLV2、『ストIV』シリーズがこの動作）。
『CvS』でのLV3、『EX』シリーズ、『ストクロ』、『スト6』では2回「ダブルニープレス」を決めると、「ダブルニープレス」の動作で相手の肩にのり、顔面に連続した蹴りを入れ、最後に後方宙返りするように両脚で蹴り飛ばす。相手の足払いなどに対して出すと大きな効果を発揮する。
『マーヴルVS.シリーズ』では3人に分身して攻撃する。『MSHVSF』では新たにボイスが用意された。
『ウルIV』のオメガエディションでは、2回目の「ダブルニープレス」がヒットすると蹴り上げ吹き飛んだ相手の真上にベガワープで移動し「ヘッドプレス」で落とす。
サイコクラッシャー
『ZERO』シリーズから使用する技で、「サイコクラッシャーアタック」の強化版。オーラを纏って空中を突進し、大ダメージを与える。発動時の無敵時間は「ニープレスナイトメア」より短い。空中ガード不可で、攻撃判定の性質上、空中の相手にも全段ヒットしやすい。しかし地上の相手にカウンター狙いで出すと1発目がヒットした時点で相手が吹き飛びダウンして、全段ヒットしないことがある。『MSHVSF』では空中でも出すことが可能になり、新たなボイスも追加されている。
メガ・サイコクラッシャー
『CvS』シリーズで使用する技。『ZERO』シリーズの「サイコクラッシャー」とほぼ同様だが、LV3・MAX専用。無敵時間は上記の「サイコクラッシャー」より長く、「波動拳」などの飛び道具を引き付けてから出せば完全にすり抜ける。同じく「サイコクラッシャーアタック」のある『ナムカプ』でもこの名称が使われているが、動作は後述の「ファイナルサイコクラッシャー」と同じ。
ハートブレイクディスピアー
『CvS』および同『PRO』のみの技。「サイコクラッシャーアタック」のモーションで突進し、相手を抉るように回転した後に後方へ投げ飛ばす。
サイコエクスプロージョン
『MARVEL VS. CAPCOM 2』の技で、「サイコフィールド」を強化したもの。相手にヒットすると大爆発する。
サイコキャノン
『EX』シリーズの技。腕にサイコパワーを溜め、球体にして飛ばす技。コマンド入力時にパンチボタンを押し続けることで球体が大きくなり、攻撃力も増す。溜めている最中も攻撃判定があり、これがヒットしても発射されない。
ベガII、トゥルーベガは「サイコキャノン」にバリエーションがある。
サイコブレイクスマッシャー
『EX』シリーズで使用するメテオコンボ。名前こそ異なるが「サイコクラッシャー」に似ている。決め台詞を言い放ったあと攻撃に入る。
メテオタッグコンボ・ベガ&バルログ
『EX3』でバルログがパートナーの時に発動可能なメテオタッグコンボ（個別の技名はない）。ベガが「ヘッドプレス」で相手を踏みつけた後、ひるんだ相手に両側から「サイコクラッシャー」と「スカイハイイリュージョン」で攻撃する。
ヘッドプレスナイトメア
『ザ・ムービー』に登場した技で、「ダブルニープレス」ではなく「ヘッドプレス」で連続踏みつけをする。

### ウルトラコンボ
UC1 - ナイトメアブースター
『ストIV』で初登場のウルトラコンボ。ベガの持つ複数の必殺技を連続して繰り出す。決め台詞を言い放った後、「ダブルニープレス」2回→「サイコクラッシャーアタック」の連係で突進。「サイコクラッシャーアタック」部分がヒットすると固定演出に入り、相手を空中へ持ち上げてから両手で地面に叩き付け、急降下し両足で踏み潰す。
UC2 - サイコパニッシャー
『スパIV』で実装されたウルトラコンボ。大地を踏み抜く「ヘッドプレス」による衝撃波で浮き上がらせた相手の頭を片手で掴み上げ手刀を腹部に刺し込んだ後、そのままサイコパワーのオーラで貫いてその場に打ち捨てる。初段の「ヘッドプレス」はレバー操作で距離調整が可能。
『スト6』ではレベル2スーパーアーツ。相手の頭を掴むまでの挙動は前作と同じで、そこからボディーアッパーで真上に打ち上げ、落ちてきた相手の腹部に手刀を差し込みそのままサイコパワーのオーラで貫いて遠くへ投げ捨てる。

### クリティカルアーツ
アルティメットサイコクラッシャー
『ストV』にて実装。「サイコバースト」（5ヒット）で相手を吹っ飛ばした後、「サイコクラッシャー」で追撃する。追撃成立時は相手を強制的に画面端に追いやった後、「ベガワープ」で一定の間合いまで離れる。空中でも使用可能。初段の「サイコバースト」で相手がKOした場合は「サイコクラッシャー」まで移行せずに終わる。
アンリミテッドサイコクラッシャー
『スト6』にて実装。「サイコクラッシャー」で相手ごと上空に飛び上がって降下し、相手の頭を鷲掴みにしながら地面に引き摺った後、そのまま片手投げで地面に叩き付ける。CA版は初段がヒットした後、苦し紛れの相手の反撃のストレートを躱して直立の状態で相手の腕に乗って見下ろす演出が入り、上空に飛び上がって強力な「サイコクラッシャー」を繰り出す。

## バリエーション

### ファイナルベガ
『ZERO3』ではCPU専用の最終ボスとして、ベガが強化されたファイナルベガが登場する。見た目は通常のベガと変わらないが、強パンチのグラフィックが異なるほか、スーパーコンボの「サイコクラッシャー」が後述の「ファイナルサイコクラッシャー」に変化している。ファイナルベガは、S-ISM（Shadoloo-ISM）という専用のISMを持っており、スーパーコンボゲージはX-ISMと同様に1本のみだが、X-ISMと異なり「ニープレスナイトメア」も使用でき、ZEROカウンターや空中ガードも可能であるなど、X-ISMとZ-ISMを組み合わせたような能力となっている。なお、ファイナルベガに負けるとバッドエンディングに移行する。
アーケード版『ZERO3』ではプレイヤーは使用できないが、『ZERO3↑（ゼロスリーアッパー）』では基板の初期設定で使用可能となっている。家庭用移植版では、PlayStation版を除いて使用可能である。

#### 技の解説

##### 通常技
サイコセイバー
立ち強パンチ。サイコパワーをまとったフック攻撃。
サイコアックス
しゃがみ強パンチ。サイコパワーをまとったアッパー攻撃。
サイコデスサイズ
ジャンプ強パンチ。サイコパワーをまとった掌底攻撃。
上記の技はいずれも通常のベガの技より判定が強い。その他にも、いくつかの通常技が高性能になっている。

##### スーパーコンボ
ファイナルサイコクラッシャー
スライドするように画面外に後退してから全画面を覆う（縦幅は全画面を網羅し、その状態で攻撃判定がベガの体格に合わせて移動する）ほどの強大なサイコパワーを纏った「サイコクラッシャー」で高速突進する技。そのまま画面外へと通り抜け、その後に「ベガワープ」で戻ってくる。『ZERO3』でファイナルベガが使用したのが初出で、以降は『SvC』などでも使用されている。
発動した瞬間から「ベガワープ」で戻ってくるまで完全無敵で攻撃力も大きいが、終わり際に大きな隙ができる。
攻撃判定は縦方向に広いものの、横幅は1キャラクター分程度の狭さである。無敵時間の長い必殺技の使用や、三角飛びの使えるキャラクターは画面上空まで飛ぶことで回避可能。
最大ヒット数は9で、相手の体力の7〜8割を奪う。
『SvC』のEXCEEDでは縦方向の攻撃判定が狭くなっている。

### ベガII
『ストリートファイターEX2 PLUS』以降に登場する。スーパーコンボゲージが常に最大の状態であり（『EX3』ではその点が廃されている）、スーパーコンボに「サイコキャノン」の新しいバリエーションとして追加されている。スーパーコンボからメテオコンボをつなぐ連続技も可能だが、メテオコンボ単体のダメージは本来のベガより少し劣っている。プレイヤーは使用不可能となっている（『EX3』のオリジナルモードのみ使用可能）。

#### 技の解説

##### スーパーコンボ
サイコキャノンR
赤色の「サイコキャノン」で、従来の「サイコキャノン」に比べて球体が大きい。従来の「サイコキャノン」と基本性能は同じで、その純粋な強化版となる。
サイコキャノンG
緑色の「サイコキャノン」で、従来の「サイコキャノン」に比べて球体が大きい。発生時間が長く、球体が相手にゆっくり近づいていく。相手をサーチする効果があるが、射程はやや短い。地面を這うように移動する。
サイコキャノンB
青色の「サイコキャノン」で、従来の「サイコキャノン」に比べて球体が大きい。2人に分身して挟み撃ちにする。本物の配置位置（相手の前方または後方）を決定する必要があるため、コマンドが2つ用意されている。本物を攻撃するとベガがダメージを受け、技は中断されるが、偽者を攻撃しても技は止まらない。

### トゥルーベガ
『ストリートファイターEX3』に登場する青白い姿をしたベガ。スーパーコンボゲージは常時最大の状態である。『EX2 PLUS』でのベガIIの性能に加え、エクセル並みの通常技を通常技でキャンセルしてくる。また、3人に分身してのニープレスナイトメアをメテオコンボとして使用する。プレイヤーは使用不可能となっている。

#### 技の解説

##### メテオコンボ
（名称不明）
強化版ニープレスナイトメア。発動と同時に画面が暗転する瞬間に分身が前方と前方上空に2体現れ本体に収束し、ニープレスナイトメアを放つ。

### シャドルーの亡霊
『ストV AE』のエクストラバトルで定期配信される白い衣装のベガ。なお、ゲーム中の名前表記は初めて配信された時はベガだったが、2019年のアップデートでトゥルーベガになっている。
- 移動速度が非常に速く、通常では不可能な通常技のコンボを使用する。
- Vトリガーは常時発動状態になっており、サイコクラッシャーアタックを通常必殺技のように何度も使用する。
- VトリガーはIIと表示されているが、ダッシュの延長、ダウンさせるヘッドプレスを使用するためIとIIを混ぜたような性能になっている。
- クリティカルアーツ使用時のみEXゲージを消費する。
- サイコブラストがEX版のように常に弾を撃つ仕様になっている。サイコインフェルノとEX必殺技は使ってこない。
- サイコアッパー（しゃがみ強パンチ）はヒットすると相手を高く飛ばす性能となっており、ヒット後は必ずサイコクラッシャーアタックで追撃してくる。

## 登場作品
- ストリートファイターIIシリーズ
- ストリートファイターZEROシリーズ
- ストリートファイターIVシリーズ
- ストリートファイターV
- ストリートファイター6[19]
- ストリートファイターEXシリーズ
- ストリートファイター ザ・ムービー - キャラクター名が「バイソン将軍」になっている。
- ストリートファイター リアルバトル オン フィルム - 同上
- VS.シリーズ
  -  X-MEN VS. STREET FIGHTER
  - マーヴル・スーパーヒーローズ VS. ストリートファイター
  - MARVEL VS. CAPCOM 2 NEW AGE OF HEROES
  - カプコン バーサス エス・エヌ・ケイ ミレニアムファイト 2000
  - CAPCOM VS. SNK 2 MILLIONAIRE FIGHTING 2001
  - SNK VS. CAPCOM 激突カードファイターズ 全シリーズ（カードゲーム トレーディングカードゲーム版も含む）
  - 頂上決戦 最強ファイターズ SNK VS. CAPCOM
  - SNK VS. CAPCOM SVC CHAOS
- CAPCOM FIGHTING Jam
- NAMCO x CAPCOM（シミュレーションゲーム）
- ストリートファイター X 鉄拳
- PROJECT X ZONE 2:BRAVE NEW WORLD
- 拳聖土竜（モグラ叩き） - 最終ボスとしてリュウまたは春麗の相手として登場。
- ポケットファイター - 背景に登場。なお、背景出現率が最も高いキャラクターとなっている。楽しそうにソリに乗ったり、おもちゃを強請るキャミィを宥めたりと茶目っ気のある描写が多い。
- モンスターストライク[25]※特定イベント限定[15]
- Street Fighter X Mega Man
- グランブルーファンタジー
- Shadowverse

## 他のメディアでのベガ
『月刊コロコロコミック』で連載されていた『ストII爆笑!!4コマギャグ外伝』（橋口隆志作）では、他のキャラクターにも増してギャグ化されている。世界征服の資金調達のために様々な仕事に精を出す単なるバイト好き人間と設定され、ゲームで見せるような威厳は全くない。郵便貯金に預金して銀行よりわずかに利息が高いことに大喜びしたり、バーゲンセールに張り切って出かけるシーンなど、庶民の哀愁が漂うキャラクターになっている。また、豪鬼に一瞬で倒されたことがトラウマとなっており、「ゴーキ」に似た言葉（ホウキなど）を耳にする度に怯え出す情けない帝王として描かれている。
様々な4コマ漫画（上記の『ストII爆笑!!4コマギャグ外伝』含む）ではサガットと同じく、リュウにしか興味が無いかのように描かれることもある。
アニメ映画『ストリートファイターII MOVIE』では強大な力を持つ悪役として登場。ガイルやリュウをまったく寄せ付けぬ強さを見せ、リュウとケンのタッグを相手にした際には、マントを脱ぎ捨てて格闘家として戦う。2対1でも優位は変わらなかったが、ケンの竜巻旋風脚とリュウの昇龍拳、2人の双竜（ダブル）波動拳で吹き飛ばされ、VTOL機に突っ込んだ。エピローグでは、ベガが大型トラックを運転してリュウを轢き殺そうとし、リュウがトラックに立ち向かうシーンで終わる。監督の杉井ギサブローはベガは人間が持つ邪悪なパワーの集大成であり、2人がかりでも単なる技の延長では絶対に倒せない相手でダブル波動拳程度では死なないと考えていたが、ベガが倒れないことには映画の決着にならないので、その辺は勢いで行ったところがあると語っている。また、ベガがトラックに乗って登場したことについて、杉井は普通に終わらせず軽いシャレで終わらせたかったためと語っている。
TVアニメ『ストリートファイターII V』では青い軍服と帽子を身につけている。その容姿からケンに「軍服野郎」と呼ばれた。最終話にて、リュウとケンを全ての力の源と定義付けた特殊な空間に招き入れ「自らのパートナー（イーグルヘッド）に波動を使うことで選ばれた」として、シャドルーの一員に加えようと勧誘を試みていた。世界征服が行動目的ではあるものの、地球を環境汚染から守ることも視野に入れており「地球の新時代の覇者」になろうとしていた。勧誘を拒んだリュウ・ケンと戦い、終始圧倒するが、ケンの波動昇龍とリュウの波動拳を食らって敗れ去る。シャドルーの活動資金にしようと、ケンを人質にとりマスターズ財閥から身代金をふんだくろうとするなど、姑息な一面も覗かせていた。
1994年のハリウッド実写映画『ストリートファイター』では、自ら作った通貨「バイソンドル」で支払いをしようとしたり、ザンギエフに給料を払わなかったりとケチな一面を見せる。また、サイコパワーではなく「日本のリニアモーターカーの技術を利用した」ブーツで浮遊する。
2009年の実写映画『ストリートファイター ザ・レジェンド・オブ・チュンリー』でも黒幕だが、金髪碧眼で髭を生やした外見になっていて、原作ゲームとは印象が全く違っている。また、ゲーム作品には無いベガの両親の設定が追加されている。
2013年のディズニーCGアニメ映画『シュガー・ラッシュ』では、アーケードゲームの悪役キャラクターとしてザンギエフと共に登場する。台詞は一言のみ。2018年の続編『シュガー・ラッシュ:オンライン』にも登場している。

## その他
『ストII』シリーズではタイ王国の寺院を本拠地にしており（ゲームボーイアドバンス版は除く）、背景に仏像が2体建っているが、戦闘中に壊れると隣に座っていた人物が立ち上がって怒り出す演出がある（『ハイパー』ではこの演出はない）。また、『ストIV』のストーリーではベガが自爆し、寺院は破壊されている。
日本語版『ストII』シリーズでは『ターボ』以前と『スパII』以降での勝利メッセージが違っている（例として前者では相手を「お前」呼ばわりするが、後者では相手を「貴様」呼ばわりする）。『ハイパー』では『ダッシュ』仕様と『ターボ』仕様を選んでも、『スパII』以降のメッセージになる。
『ストV』のゼネラルストーリー『A Shadow Falls』での冒頭シーンでは、ヘレンが映し出した立体映像としてナッシュと闘わせているが、「ファントム ベガ」として公式サイト『シャドルー格闘家研究所』の『キャラ図鑑』にてプロフィールが紹介されている。
映画『帝都物語』で加藤保憲を演じた嶋田久作はテレビ番組『ウゴウゴルーガ』に出演した際、黒いマントの姿で現れ、「サイコクラッシャーアタックより強力な…（以下は発言が中断したので不明）」と発言した。
フジテレビジョンの『第34回新春かくし芸大会』（1997年）内の出し物『ストリートファイター 炎の戦い』では阿藤快がベガに扮していた。
アーケードゲームなどでプレイヤーの背後に立ち、腕を組んで画面を観戦するギャラリーを「ベガ立ち」と呼ぶことがあるが、これはベガが語源となっている。『ストV』のベガの待機ポーズは「ベガ立ち」を意識している。

## 担当声優・俳優
格闘ゲームでの担当声優
- 西村知道（『ZERO』シリーズ、『EX』シリーズ、マーヴルVS.シリーズ、『NAMCO x CAPCOM』）
- 若本規夫（『CvS』シリーズ、『SvC』、『CAPCOM FIGHTING Jam』、『ストIV』シリーズ、『ストリートファイター X 鉄拳』、『PROJECT X ZONE 2』、『ストV』シリーズ）
- 楠大典（『スト6』）

関連作品での担当声優
- 銀河万丈（ドラマCD『春麗飛翔伝説』など）
- 日下武史（劇場アニメ『ストリートファイターII MOVIE』）
- 内海賢二（テレビアニメ『ストリートファイターII V』、実写映画『ストリートファイター』日本語吹き替え・テレビ版）
- 佐藤正治（ドラマCD『ストリートファイターZERO 外伝 〜春麗旅立ちの章〜』）
- 玄田哲章（実写映画『ストリートファイター』日本語吹き替え・ソフト版）
- 山路和弘（実写映画『ストリートファイター ザ・レジェンド・オブ・チュンリー』吹き替え）
- 楠大典（劇場アニメ『シュガー・ラッシュ』）

俳優
- 軍司眞人（スーパーファミコン『ストリートファイターIIターボ』CM）
- ラウル・ジュリア（実写映画『ストリートファイター』）
- ダーコ・タスカン（ゲーム『ストリートファイター ザ・ムービー』）
- ニール・マクドノー（実写映画『ストリートファイター ザ・レジェンド・オブ・チュンリー』）